# Джурув (ґміна)
Гміна Джурув — колишня (1934–1939 рр.) сільська ґміна Снятинського повіту Станіславського воєводства Польщі Центром ґміни було село Джурів.
1 серпня 1934 року в Снятинському повіті Станіславівського воєводства було створено ґміну Джурув з центром в с. Джурів. У склад ґміни входили такі сільські громади: Джурув, Новосєліца, Попєльнікі, Руднікі, Тучапи.
У 1934 р. територія ґміни становила 70,38 км². Населення ґміни станом на 1931 рік становило 8 943 особи. Налічувалось 2 084 житлові будинки.
Ґміна ліквідована в 1940 р. у зв’язку з утворенням Заболотівського району.